# Ли Хёсон
Ли Хёсон (кор. 이회성, 李恢成, I Hoeseong, I Hoesŏng; 1935—2025) — японский писатель корейского происхождения. Японизированное чтение имени — Ри Кайсэй (в литературе часто используется наряду с Ли Хёсон). Центральная тема произведений — возможные пути обретения корейскими дзайнити собственной идентичности и её двусмысленность. Многие из работ политически окрашены. Для стиля характерен акцент на устном начале. Часто противопоставляется своим современникам-корейцам, склонным к большей интроспективности и тяготевшим к постмодернистскому письму. Основные сочинения: «Прачка» (砧をうつ女, премия Акутагавы, 1972), «Несбывшаяся мечта» (見果てぬ夢), «Вечные скитальцы» (百年の旅人たち, премия Номы), «Каяко ради» (伽倻子のために, экранизировано в 1984 году Кохэем Огури), «Жизнь на земле» (地上生活者).

## Биография
Родился 26 февраля 1935 года на острове Сахалин, бывшем на тот момент частью Японской империи. В 1945 году после капитуляции Японии во всеобщей послевоенной неразберихе, по ошибке оказавшись принятым за японца, вместе с другими членами семьи был выслан в Японию. Планы о возвращении в Корею остались по ряду причин неосуществлёнными и семья поселилась в Саппоро. Старшая сестра, отставшая от семьи по пути в Японию, осталась брошенной на Сахалине. Психологическая травма, полученная в результате этого и других событий тех лет, впоследствии стала неизбывным мотивом литературного творчества писателя.
После окончания средней школы в Саппоро, Ли поступил на отделение русской литературы филологического факультета университета Васэда. В университетские годы принимал активное участие в протестном движении студентов-иностранцев. Первое время после окончания университета пытался писать на корейском, однако уже вскоре в своих произведениях полностью перешёл на японский язык. Работал корреспондентом в газете Ассоциации северокорейских граждан в Японии. В 1960-х, несколько отдалившись от деятельности Ассоциации, дебютировал как писатель. Первое значительно сочинение — рассказ «Прошлой ночью» (その前夜, 1963). В 1969 году был удостоен премии журнала «Гундзо» для начинающих писателей за новеллу «Снова по той же дороге» (またふたたびの道). В 1972 году за рассказ «Прачка» (砧をうつ女), посвящённый памяти рано ушедшей из жизни матери, был награждён премией Акутагавы, став первым в её истории лауреатом-корейцем. В этом произведении писатель создал форму-гибрид подчёркнуто одномерного японского сисёсэцу и корейского ритуального плача, отсылающего в свою очередь к устной традиции корейских сказаний и шаманизму. Такого рода эксперимент над формой, построенный на остром столкновении устного и письменного, был отчасти мотивирован стремлением озвучить идею того, что язык задает рамки мышления, толкования мира, помещённую в сугубо корейский контекст, в котором японский язык продолжает ассоциироваться с языком насилия и колонизации.
Награждение Ли премией Акутагавы имело важное значение не только для признания его собственного художественного творчества, но также и для привлечения общественного внимания к литературе корейских-дзайнити вообще, вызвав волну дискуссий о том, каков онтологический статус корейцев, пишущих на японском, каким образом они в этой ситуации могут сохранить свою национальную идентичность и противостоять японской культурной ассимиляции (в числе наиболее известных из этих публичных дебатов, развернувшийся в ноябре 1970 года на страницах журнала «Бунгаку» с участием Ли и Кэндзабуро Оэ).
Незадолго до решения о присуждении ему премии Ли в числе других представителей корейской и японской интеллигенции в качестве свидетеля защиты выступил с показаниями на получившем в Японии очень широкую огласку процессе против корейца-дзайнити, убившего двух якудза. В своем выступлении Ли, как и в ряде произведений, недвусмысленно указал на последовательную политику дискриминации, проводимую против корейцев и вынуждающую их от безысходности к саморазрушению и насилию.
В 1970 году инкогнито впервые после войны посетил Южную Корею. Второй визит состоялся в 1972 году уже после получения премии Акутагавы. Впоследствии, однако, Ли, сохранявшему северокорейское гражданство, неоднократно отказывали в выдаче визы вплоть до ноября 1995 года. Только после прихода к власти Ким Дэ Чжуна, провозгласившего курс на смягчение отношений с Северной Кореей, Ли смог получить южнокорейское гражданство.
В 1976—1980 годы был написан роман «Несбывшаяся мечта» (見果てぬ夢, в 5 тт.), амбициозное произведение, попытка осмысления возможных альтернатив доктрине чучхе. После «Несбывшейся мечты» наступил почти десятилетний период молчания (при этом Ли, однако, плодотворно работал как публицист), за время которого Ли через многочисленные столкновения с другими культурами пережил существенный мировоззренческий сдвиг, придя к осознанию многозначности собственной идентичности, далеко выходящей за рамки просто японского корейца.
Начиная с 2000 года, писатель работал над многотомным романом-эпопеей «Жизнь на земле» (地上生活者), главным произведением своей жизни. В основе своей роман подчёркнуто автобиографичен, однако при этом носит в большей степени характер масштабной притчи, нежели сисёсэцу.
Умер 5 января 2025 года в больнице Токио от аспирационной пневмонии в возрасте 89 лет.